# Harkirchen

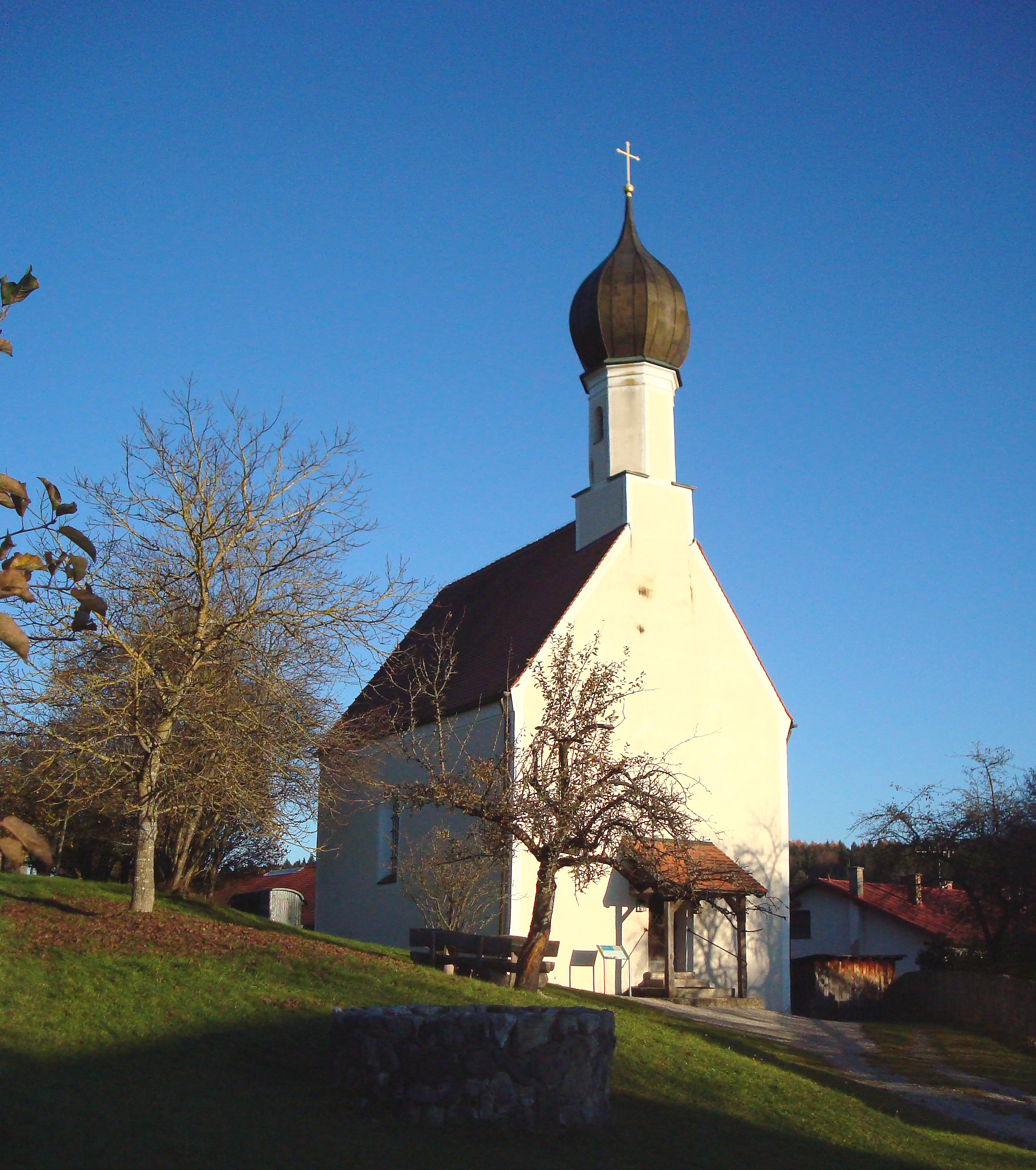
Kirche St. Peter und Paul

Harkirchen ist ein Gemeindeteil von Berg im oberbayerischen Landkreis Starnberg. Das Kirchdorf liegt circa zwei Kilometer östlich des Starnberger Sees.
Die Siedlung ist das erste Mal im 10. Jahrhundert als Hartchiricha erwähnt worden. Das Wort setzt sich aus Hardt (‚dünner Wald‘) und Kirche zusammen.

## Baudenkmäler
Siehe auch: Baudenkmäler in Harkirchen
- Katholische Filialkirche St. Peter und Paul, erbaut im 18. Jahrhundert